# Clarence Brookins
Clarence Brookins (Filadelfia, 1946) è un ex cestista statunitense, professionista nella ABA.

## Carriera
Venne selezionato dai Philadelphia 76ers al nono giro del Draft NBA 1968 (118ª scelta assoluta).
Disputò 8 partite con i Floridians nella stagione ABA 1970-71.